# 上臼杵站
上臼杵站（日语：／ Kami-Usuki eki */?）是位於大分縣臼杵市，屬於九州旅客鐵道（JR九州）的日豐本線車站。本站現時為無人車站，位於市中心的西南方邊沿，與臼杵市中心距離較遠，但多為住宅，亦設有購物中心，所以仍有一定的人客量。
本站鄰接國道217號。站房設於國道對面，前往福良住宅區需繞道前往。

## 車站構造

### 站房
在小山坡上建有木建單層站房一座，採用當時國鐵時代的典型站房設計，玄關位設於中間，進站後，左側為候車大堂，設有多張獨立座椅式候車長櫈、書枱及書櫃，並用不同的裝飾美化四周，把候車室裝飾為一個悠閒空間。而在近中間驗票口附近，裝設了一部簡易式自動售票機；右側為原售票窗口、站務室及職員留宿處。現時全作為儲物室之用。通過開放式閘口後，便到達沿前方的樓梯月台或右方的斜道進入月台。
站房玄關旁設有郵筒及投幣式電話亭，站外左側設有男、女獨立洗手間一座。

### 月台
只設有側式月台一座，長度約120米，即有效長度為6輛。為列車不可列車交會站，也是自起點小倉站起的第二個單線道車站。通過閘口後的屋簷部份亦設有候車座椅，另外近站房的月台上也設有一座半開放式的候車亭。
月台中央部份約四輛的長度因應新型號列車的停靠而把月台加高。列車靠站時，往佐伯方向的列車為會開啟左邊車門，往大分方向的列車為會開啟右左邊車門。
與臼杵站相同，由於其平假名中的有「喜歡」的意思，同時也配合臼杵市於2018年起所推動的的旅遊推廣活動。因此，本站把原作為介紹附近景點指示牌，改裝為國鐵時代以平假名為主的站牌款式。其中，站名中的，都會更換成為紅色心形符號（♥），再在上面標示平假名，變成為。
| 路線      | 上下行 | 方向                               |
| --------- | ------ | ---------------------------------- |
| ■日豐本線 | 下行   | 臼杵、佐伯方向                     |
| ■日豐本線 | 上行   | 大分、龜川、日出、中山香、中津方向 |

## 歷史
- 1917年7月18日：鐵道院豐州本線開設本站[3]。
- 1984年11月1日：成為業務委託車站。
- 1987年4月1日：國鐵分割民營化，車站由九州旅客鐵道（JR九州）營運。
- 2015年3月14日：降為無人車站[4]

## 使用狀況
在2021年度，1日平均乘車人次為297人。
。
| 乘車人員變遷 | 乘車人員變遷 |
| 年度         | 1日平均人次  |
| ------------ | ------------ |
| 2000         | 424          |
| 2001         | 415          |
| 2002         | 414          |
| 2003         | 395          |
| 2004         | 358          |
| 2005         | 343          |
| 2006         | 362          |
| 2007         | 341          |
| 2008         | 329          |
| 2009         | 334          |
| 2010         | 327          |
| 2011         | 335          |
| 2012         | 336          |
| 2013         | 326          |
| 2014         | 293          |
| 2015         | 319          |
| 2016         | 360          |
| 2017         | 373          |
| 2018         | 367          |
| 2019         | 360          |
| 2020         | 333          |
| 2021         | 297          |
| 2022         | 310          |
| 2023         | 309          |

## 其他
- 電影《殘雪（日语：なごり雪 (映画)）》在此站外取景（站內設定使用重岡站取景）。
- 當地醬油及味噌品牌「分銅醤油」（フンドーキン（日语：フンドーキン醤油））於1990年曾拍攝一輯廣告，由美保純（日语：美保純）擔任主角，取景地就在本車站，並且特別創作了歌曲「當你渡過臼杵川」（臼杵川を渡れば），由長崎縣出身的三人女子組合「向·日·葵」（ひ・ま・わ・り，田淵睦美、高橋佳子、南明美）主唱。
- 當地市民會稱為「上站」。

## 相鄰車站
九州旅客鐵道
■日豐本線
熊崎－上臼杵－臼杵

## 外部連結
- JR九州上臼杵站 （页面存档备份，存于）
- NHK 於2010年製作《日本木造站舍之旅》有閞上臼杵站的影片 （页面存档备份，存于）